# Josef Imbach
Josef Imbach (Lyss, 15 dicembre 1894 – Ginevra, 14 settembre 1964) è stato un velocista svizzero.

## Biografia
Partecipò alle Olimpiadi di Anversa 1920 gareggiando nei 100 m, nei 200 m e con la staffetta 4×100 metri; in nessuna competizione riuscì a raggiungere la finale nonostante fosse accreditato, sui 100 metri, della miglior prestazione europea.
Quattro anni dopo, alle Olimpiadi di Parigi, prese parte alla gara sui 400 m. Nei quarti di finale fece segnare il tempo di 48"0 battendo il precedente record olimpico; quel tempo era inferiore anche al primato mondiale dell'epoca, ma la IAAF non lo omologò perché non era stato ottenuto in una finale. Dopo essere giunto secondo in semifinale, preceduto dal futuro campione olimpico Eric Liddell, cadde durante la finale e fu costretto a ritirarsi. In quella Olimpiade gareggiò anche con la staffetta 4×100 metri che disputò la finale, dove però venne squalificata.

## Palmarès
| Anno | Manifestazione  | Sede    | Evento      | Risultato        | Prestazione | Note  |
| ---- | --------------- | ------- | ----------- | ---------------- | ----------- | ----- |
| 1920 | Giochi olimpici | Anversa | 100 m piani | Quarti di finale | 11"1        | [ 1 ] |
| 1920 | Giochi olimpici | Anversa | 200 m piani | Semifinale       | dnf         | [ 2 ] |
| 1920 | Giochi olimpici | Anversa | 4×100 m     | Batteria         | 44"2        | [ 3 ] |
| 1924 | Giochi olimpici | Parigi  | 400 m piani | Finale           | dnf         | [ 4 ] |
| 1924 | Giochi olimpici | Parigi  | 4×100 m     | Finale           | dq          | [ 5 ] |